# Sil de strandjutter (hoorspel)
Sil de strandjutter is een hoorspelserie naar het gelijknamige boek (1940) van Cor Bruijn, in een bewerking van diens dochter Margreet Bruijn. De NCRV zond ze uit vanaf donderdag 2 januari 1969. De regisseur was Wim Paauw.

## Delen
- Deel 1: Van alles op het strand (duur: 25 minuten)
- Deel 2: De strijd van Sil (duur: 24 minuten)
- Deel 3: Lobke is er zelf ook nog (duur: 24 minuten)
- Deel 4: Wietse begint te twijfelen (duur: 23 minuten)
- Deel 5: De verloren zoon (duur: 23 minuten)
- Deel 6: Klaas de postbode is tevreden (duur: 28 minuten)
- Deel 7: Storm op de Bosplaat (duur: 24 minuten)
- Deel 8: De sunderums (duur: 28 minuten)
- Deel 9: Oppe-rîd (duur: 24 minuten)
- Deel 10: Het spinfeem (duur: 23 minuten)
- Deel 11: De geschiedenis herhaalt zich (duur: 23 minuten)
- Deel 12: Schaduw en licht (duur: 25 minuten)
- Deel 13: Een verloren zoon komt thuis (duur: 24 minuten)
- Deel 14: Een onverwachte ontknoping (duur: 22 minuten)
- Deel 15: Het licht overwint (duur: 25 minuten)

## Rolbezetting
- Paul van der Lek (Sil Droeviger)
- Eva Janssen (Jaakje Droeviger, z’n vrouw)
- Gerrie Mantel & Nina Bergsma (Jelle & Wietse, hun kinderen)
- Jos van Turenhout (Douwe Bakker)
- Rudi West (Neekes Oene)
- Han König (Tjalf Smit)
- Cees Pijpers (Gauwe van Key)
- Corry van der Linden (Lobke)
- Nel Snel (Sijke van Jort)
- Tine Medema (Jarings Gonne)
- Eduard Palmers (dominee)
- Johan te Slaa (Ane India)
- Frans Somers (Gert Smit)
- Jeanne Verstraete (Nien Smit, zijn vrouw)
- Trudy Libosan (Maam, hun dochter)
- Wam Heskes (de meester)
- Tonny Foletta (Ties van Kunne)
- Rudi West (schipper van de reddingsboot & een voorbijganger)
- Jos van Turenhout (Klaas van Neeke Douwes)
- Jaap Hoogstraten (Aike)
- Nora Boerman (Neeke Cupido)
- Maria Lindes & Gerrie Mantel (meisjes op bezoek bij Neeke Cupido)
- Donald de Marcas & Martin Simonis (twee jonge mannen)
- Frans Vasen (Piet van Tjalf Smit)

## Inhoud
Sil is het type van een harde, bonkige strandjutter en boer. Hij kan stil van geluk zijn om het uit een schipbreuk geredde en aangenomen meisje, Lobke. Hij is echter woest en onuitstaanbaar als zijn zoon Wietse ongevraagd het zeegat kiest en heeft er plezier in als zijn andere zoon Jelle avond aan avond eropuit trekt met de “famkes” om - zoals hij het uitdrukt - “al snuffelend de beste smaak te pakken te krijgen”. En zijn vrouw Jaakje weet altijd weer op het juiste moment te bedisselen in de dikwijls gecompliceerde gezinstoestanden…